# Tuberose
Tuberose – album francuskiej piosenkarki Amandy Lear, wydany w 2021 roku.

## Ogólne informacje
Tuberose to czwarte wydawnictwo w karierze Amandy Lear zawierające wyłącznie covery. Na krążku znalazły się akustyczne wykonania utworów z repertuaru takich artystów jak Serge Gainsbourg, Charles Trenet czy Georges Moustaki, wykonane głównie po francusku, kilka po angielsku i jeden po włosku. Materiał został nagrany w Studio Richer w Paryżu.
Pierwszy singel, taneczne nagranie „More”, zostało wydane w marcu 2021, choć na albumie znalazła się jego akustyczna wersja. Przed premierą płyty wydano także „Le bel âge” i „Immortels”. Album uplasował się na 147. miejscu listy sprzedaży fizycznej we Francji, jednak nie udało mu się wejść na główne zestawienie Top Albums 200.

## Lista utworów
1. „Strip-tease” – 2:17
2. „Immortels” – 4:22
3. „Mon écho” – 4:24
4. „Opium” – 3:48
5. „Amandoti” – 2:52
6. „Le bel âge” – 2:47
7. „Il pleure dans mon coeur” – 4:08
8. „La mélancolie” – 3:54
9. „Ma solitude” – 2:56
10. „I Wish You Love (Que reste-t-il de nos amours?)” – 2:04
11. „More” (Acoustique) – 2:11
12. „(Have I Stayed) Too Long at the Fair?” – 2:53

## Single z płyty
- 2021: „More”
- 2021: „Le bel âge”
- 2021: „Immortels”